# Eolambia
Eolambia là một chi khủng long, được Kirkland mô tả khoa học năm 1998.